# مكاريوس الثاني (بابا الإسكندرية)
 البابا مكاريوس الثاني البطرك (69) الذي تولى البطريركية من سنة 1102 إلى سنة 1131م، ويرد في سيرته مشكلة أن هذا البطرك صرح بأنه كان ابنا لزواج ثان، الأمر الذي – بحسب القانون الكنسى القبطى – يمنع من رسامته في الكهنوت، لكنه مع ذلك اختير بطركا، وقدم بدير القديس أبى مقار في شبهات (وادى النطرون).
إن الدور المهم الذي ظل هذا الدير يلعبه فيما يتعلق باختيار وتقديم البطاركة يتضح من هذه الحقيقة، أنه بعد تقديمه للمرة الثانية في الأسكندرية، لم يسمح له رهبان الدير بالتقديس في مصر (القاهرة) قبل تقديسه بدورهم، وبذلك يهددونه أنه إذا لم يرضخ لرغباتهم، فإنهم لن يسمحوا له بدخول ديرهم مرة ثانية. وقد حدثت ظاهرتان طبيعيتان أثناء رئاسة هذا البطرك، فقد هبت عاصفة رملية، بلغ من كثافتها أنها جلبت ظلاما كليا في الساعة الثالثة بعد الظهر. وبعد ذلك بسنتين قامت زلزلة عنيفة أدت إلى تدمير كنيسة القديس ميخائيل المختارة بجزيرة الروضة، مع أن هدمها في الواقع تم بأمر بناء معين لم يستلم رشوة كافية لتحويل حائط كان يبنيه بأمر الوزير الأفضل، وقد كانت هناك محاولة من هذا البطرك ليحتفظ لنفسه بكرسى مصر، أدت إلى مراسلات مطولة مع إكليروس وأعيان مصر، كتبت في لغة المبالغة لذلك العصر.
أما فيما يتعلق بالحوادث التاريخية، فقد وردت إشارة وجيزة بشأن غزو مصر بواسطة بلدوين الأول ملك أورشليم وموته بعد ذلك في العريش. وقد أعطى وصفا مفصلا عن اغتيال الوزير الأفضل ومصادرة ثروته بواسطة الخليفة . وهناك ذكر أيضا لمحاولة الوزير التالى للاستيلاء على الخلافة لنفسه.